# NGC 1962
NGC 1962 (również ESO 56-SC122) – gromada otwarta, znajdująca się w gwiazdozbiorze Złotej Ryby. Należy do Wielkiego Obłoku Magellana. Odkrył ją John Herschel 31 stycznia 1835 roku.